# 阳明街道 (牡丹江市)
阳明街道，是中华人民共和国黑龙江省牡丹江市阳明区下辖的一个乡镇级行政单位。

## 行政区划
阳明街道下辖以下地区：
光华社区、阳光社区、阳明社区、东华苑社区、木材社区和公园社区。